# Багатіно

Венеційський багатіно часів правління дожа Ніколо Троно (1471—1473)

Багатіно, багатено (італ. bagattino, італ. bagateno від італ. bagatto — дрібниця) — спочатку північноіталійська народна назва срібного малого денаро (денаро пікколо), щоб відрізнити його від нової монети товстого денаро (денаро гроссо).
Як окрема назва грошової одиниці вперше згадується в 1274 в Падуї. Спочатку дорівнювало 1⁄20 гроссо аквіліно. Згодом інкорпоровано у грошову систему італійських держав. У Венеції 6 багатино складали один беццо або беццоне, 12 багатіно — сольдо.
Спочатку були срібною монетою, пізніше їх почали карбувати з міді. Випуск різних монетних типів багатіно в італійських містах продовжувався до 1573. Були грошовими одиницями таких італійських держав як Венеціанська республіка, Брешія, Верона, Віченца, Падуя, Тревізо та Фріулі.
Особливо слід виділити венеційське багатіно часів правління дожа Ніколо Троно, як одну з двох (друга ліра Трон) портретних монет Венеційської республіки.